# مارلين كاسل
مارلين كاسل (بالإنجليزية: Marlene Castle) هي لاعبة بولينغ نيوزيلندية، ولدت في 13 مارس 1944 في أوكلاند في نيوزيلندا.

## روابط خارجية
- مارلين كاسل على موقع اتحاد ألعاب الكومنولث (مؤرشف) (الإنجليزية)